# Ludington (remorqueur)
Pour les articles homonymes, voir Ludington.
Le Ludington (anciennement Major Wilbur Fr. Browder) est un remorqueur américain de la Seconde Guerre mondiale construit en 1943 au chantier naval Jacobsen à Oyster Bay (État de New York). Il est aujourd'hui exposé à Kewaunee dans le Wisconsin, sur les bords du lac Michigan. Il est inscrit au registre national des lieux historiques.

## Historique
L'United States Army a désigné le remorqueur comme LT-4. Il possédait un armement composé de deux mitrailleuses de calibre 50 et il participa au débarquement de Normandie en juin 1944, remorquant des barges de munitions à travers la Manche.
Bien que la marine américaine ait eu plus de grands navires que l'armée américaine pendant la Seconde Guerre mondiale, l'armée en avait un plus grand nombre, presque deux fois plus que la marine, y compris plusieurs milliers d'embarcations portuaires. Classé comme grand remorqueur (LT pour Large Tug), le Browder a pu naviguer jusqu'en Angleterre par ses propres moyens.
Après la Seconde Guerre mondiale, il a rejoint l'US Army Transportation Corps (en) jusqu'en 1947, lorsque le Corps du génie de l'US Army le transféra à Kewaunee, port du Wisconsin sur la rive occidentale du lac Michigan, puis le rebaptisa Tug Ludington (« remorqueur Ludington »). Il fut alors utilisé dans la construction et l'entretien de nombreux ports sur les Grands Lacs.
Le remorqueur était équipé pour abriter un équipage de 24 personnes pendant la Seconde Guerre mondiale et 14 lorsqu'il était exploité par le Corps des ingénieurs. Le Browder était à l'origine peint en gris marine, mais comme le Ludington, est maintenant peint comme il l'était dans sa seconde vie en tant que navire de construction et de maintenance, aux couleurs du Corps des Ingénieurs, principalement en noir, argent et rouge.

## Préservation
Il se trouve maintenant dans Harbour Park, au centre-ville de Kewaunee, et est ouvert aux visiteurs. En tant que Major Wilbur Fr. Browder, le remorqueur est inscrit au registre national des lieux historiques du comté de Kewaunee, dans le Wisconsin (en).
Plusieurs centaines de LT ont été construits pendant la Seconde Guerre mondiale, mais seuls quelques navires non modifiés existent encore aujourd'hui. Un remorqueur jumeau, le LT-5 Major Elisha K. Enson, maintenant le Nash, est également inscrit au registre national des lieux historiques, avec une histoire similaire.